# Adolph von Brenner-Felsach
Adolph Maria von Brenner-Felsach (Vienna, 2 febbraio 1814 – Gainfarn, 22 settembre 1883) è stato un diplomatico e nobile austriaco.

## Biografia
Adolph von Brenner-Felsach nacque a Vienna nel 1814, figlio del diplomatico e orientalista Ignatz von Brenner-Felsach. Intrapresa la carriera diplomatica sulle orme del padre, Adolph venne impiegato all'ambasciata di Monaco di Baviera così come in Grecia dove fu ambasciatore e dove nacque suo figlio Joachim. Successivamente passò in Danimarca. Venne coinvolto anche nei negoziati di pace nella Pace di Praga con la Germania. Nel biennio 1867 e 1868 fu rappresentante dei latifondisti al parlamento della Bassa Austria.
Intrattenne rapporti di amicizia con diversi artisti del suo tempo come Franz Grillparzer, Friedrich Halm e Theodor von Karajan.
Nel 1874, ormai ritiratosi a vita privata, fece costruire il monastero di Gainfarn dove istituì anche uno dei primi asili austriaci. Nel 1879 divenne membro della Camera dei signori d'Austria e rimase in carica sino alla propria morte, avvenuta nel 1883.

## Onorificenze
| Controllo di autorità | VIAF (EN) 37668420 · ISNI (EN) 0000 0000 1384 2873 · CERL cnp00633868 · GND (DE) 116486570 |